# Alšovo nábřeží
Alšovo nábřeží na Starém Městě v Praze prochází u pravého břehu Vltavy od Platnéřské ulice kolem Mánesova mostu k ulici Na Rejdišti. Nazváno je podle významného českého malíře, kreslíře a ilustrátora Mikoláše Alše (1852-1913). Koncem 19. století tu měla sídla malířská akademie, z které vznikla Vysoká škola uměleckoprůmyslová v Praze.
Na velké lodi u nábřeží je "plovoucí restaurace" Marina Grosseto Ristorante.

## Historie a názvy
Ve středověku byl na nábřeží brod, součást cesty ze Staroměstského náměstí přes sousedící Platnéřskou ulici na Pražský hrad. Názvy nábřeží se měnily:
- v letech 1870-78 - "Dolní nábřeží"
- od roku 1878 - "Nábřeží korunního prince Rudolfa"
- od roku 1919 - "Alšovo nábřeží".

## Budovy, firmy a instituce
- Hotel Four Seasons Praha - nárožní budova na Alšově nábřeží a Veleslavínově ulici 2a[4]
- Klasicistní dům Alšovo nábřeží 4 (kulturní památka) s bustou Mikoláše Alše[5]
- Vyšší odborná škola zdravotnická a Střední zdravotnická škola - Alšovo nábřeží 6[6]
- Vysoká škola uměleckoprůmyslová v Praze - Alšovo nábřeží 8 a 10[7]
- Galerie Rudolfinum - Alšovo nábřeží 12[8]
- Marina ristorante - na lodi u Alšova nábřeží[9]